# Phare El Fangar
Le phare El Fangar est un phare situé sur Punta del Fangar, dans la province de Tarragone (Catalogne) en Espagne. Il est localisé dans le Parc naturel du delta de l'Èbre.
Il est géré par l'autorité portuaire de Tarragone.

## Histoire
Ce phare a été construit en 1986 sur Punta del Fangar, une péninsule au nord de l'embouchure de l'Èbre, entre Deltebre et baix Ebre pour marquer l'extrémité de la péninsule.C'est une tourelle cylindrique, avec lanterne et galerie double, montée d'un local technique circulaire d'un étage. Le phare est peint blanc avec une bande étroite rouge étroite sous les galeries.
Il a remplacé l'ancien phare, érigé en 1864, qui était une lanterne centrée sur une petite maison de gardien sur pilotis. Démoli en 1972, il avait été remplacé temporairement par une tourelle en acier de 8 m de haut.
Identifiant : ARLHS : SPA089 ; ES-28300 - Amirauté : E0380 - NGA : 5600.
|                  |
| Phare del Fangar |

|                  |
| Punta del Fungar |

|              |
| Localisation |

|                  |
| Le phare encore. |

### Lien connexe
- Liste des phares d'Espagne